# خوشاب، پاکستان
خوشاب (به اردو: خوشاب) شهری در ایالت پنجاب (پاکستان) کشور پاکستان است که در سرشماری سال ۲۰۰۶ میلادی، ۱۰۴٫۹۷۴ نفر جمعیت داشته است.